# 皇初
皇初（こうしょ）は、五胡十六国時代、後秦の第2代皇帝姚興の治世で使用された元号。394年5月 - 396年9月。

## 西暦・干支との対照表
| 皇初 | 元年  | 2年   | 3年   | 4年   | 5年   | 6年   |
| 西暦 | 394年 | 395年 | 396年 | 397年 | 398年 | 399年 |
| 干支 | 甲午  | 乙未  | 丙申  | 丁酉  | 戊戌  | 己亥  |